# Luisterboek
Een luisterboek, ook audioboek en vroeger gesproken boek of radioboek genoemd, is een geluidsopname van een voorgelezen boek of een ingesproken reeks van hoorcolleges gegeven door docenten. In het commerciële verkeer wordt een luisterboek uitgebracht op compact disc, of als bestanden die na betaling via internet kunnen worden gedownload. Daarnaast zijn via het internet bestanden in omloop die gratis zijn te downloaden, meestal in mp3-formaat. Het gaat dan om oude boeken, die vrij zijn van auteursrechten, of boeken die door de schrijver beschikbaar zijn gesteld. Ook zijn er in de diverse app-stores speciale apps verkrijgbaar waarmee luisterboeken kunnen worden beluisterd via een smartphone of tablet, zoals bv. Storytel.

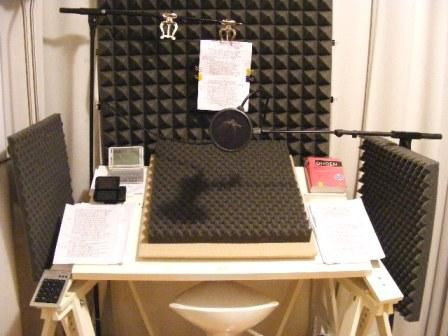
Audiostudio voor professionele lezingen

## Ontstaansgeschiedenis
De oorsprong van het gesproken boek ligt in het bibliotheekwerk voor blinden. Het brailleboek was niet voor allen in deze doelgroep geschikt. Met de komst van de bandrecorder werd het mogelijk om boeken op geluidsband in te spreken. In Nederland kwam het eerste gesproken boek in 1955 gereed in Grave, waar het blindeninstituut Sint Henricus was gevestigd. Het betrof De oude man en de zee van Ernest Hemingway.
In de jaren 1980 kwam een beperkte productie van audioboeken tot stand in Amsterdam, in de omgeving van Annie M.G. Schmidt. De kinderboekenschrijfster was in haar ouderdom zeer slechtziend geworden en haar literaire vrienden hadden een voorleesclubje gevormd. Renate Rubinstein kwam op het idee om dit voorlezen te structureren en schakelde haar neefje Maurits Rubinstein in. Voor audiocassettes van auteurs die voorlazen uit eigen werk bleek in Nederland een markt te bestaan.

## DAISY-luisterboeken
DAISY-boeken zijn opnamen in een speciaal voor mensen met een leeshandicap ontwikkeld formaat, dat het mogelijk maakt het bestand goed in te delen en te doorzoeken.

## MEGAVOICE-luisterboeken
MegaVoice-luisterboeken zijn compact en erg duurzaam. Ze zijn speciaal ontwikkeld voor mensen met een leeshandicap, zijn ingedeeld en makkelijk doorzoekbaar. Vanwege het zakformaat erg lichtgewicht en overal mee naartoe te nemen. In de periode 1989-2014 zijn er wereldwijd 1.000.000 stuks in gebruik genomen.

## Verspreidingsbronnen

### LibriVox
LibriVox is een internetorganisatie van vrijwilligers die als doel heeft alle boeken in het publieke domein gratis beschikbaar te maken in audioformaat, via het internet.
Vrijwilligers spreken hoofdstukken van die boeken in en maken deze vervolgens gratis beschikbaar op internet door middel van podcast, catalogus en BitTorrent. LibriVox bestaat volledig uit vrijwilligers en werkt uitsluitend met internet-communicatiemiddelen.

### Podioboek
Onder de naam podioboek promoot www.podioboek.nl op niet-commerciële basis een type luisterboek waarbij een boek of verhaal in delen gratis als podcast wordt gepubliceerd. De naam is een samentrekking van podcast en audiobook. De afleveringen worden via een RSS-feed aangeboden. De luisterboeken worden ingesproken door de auteur zelf zodat deze een persoonlijke tint aan het product kan toevoegen. Dit initiatief heeft nog geen hoge vlucht genomen. Er staat één boek op die site.

### Commerciële luisterboeken
Commerciële opnamestudio's verzorgden talrijke producties, met acteurs, voorlezers en auteurs van naam, zoals Maarten Biesheuvel, Hetty Blok, Hans Croiset, Renate Dorrestein, Cees van Ede, Hella Haasse, Geert Mak, Jan Meng, Willem Nijholt, Huub Oosterhuis, Henk van Ulsen, Dimitri Verhulst, Jeroen Willems en vele anderen. Opdrachtgevers zijn veelal de uitgeverijen die ook het betreffende leesboek uitgaven. De uitgaven zijn via de reguliere detailhandel op cd of dvd verkrijgbaar.
Vanaf het laatste decennium van de twintigste eeuw is een grote reeks luisterboeken ontstaan met daarop ingesproken hoorcolleges gegeven door welbespraakte hoogleraren en andere docenten. Historici als Geert Mak, Piet Leupen, Maarten van Rossem en Joep Leerssen, filosofen als René Gude, Herman Philipse en anderen  hebben series van hun colleges ingesproken. De uitgeverij Home Academy heeft hierin een voortrekkersrol gespeeld. Sinds 2014 zijn er ook luisterboeken met muziekcolleges gekomen, als eerste die van de auteur Govert Jan Bach over de Mattheus- en Johannes Passion. Ook is er een luisterboek ingesproken door Robbert Dijkgraaf, Bas Haring en Louise Fresco waarin zij op originele en toegankelijke wijze de belangrijkste onderwerpen uit de wetenschap behandelen voor een jong publiek, de junior canon.

### Radioboek
Een recente variant van het luisterboek is het radioboek. Een verhaal of boek wordt op de radio - soms rechtstreeks - voorgelezen, liefst door de auteur zelf. Het boek wordt niet in drukvorm uitgegeven, maar kan eventueel wel op de website van het radiostation worden bewaard en gedownload. Het heeft niet alleen kenmerken van een boek, maar ook van een hoorspel, want het is eenmalig. Soms wordt het geheel voorzien van commentaar of de biografie van de schrijver en aangepaste muzikale intermezzi. Ter gelegenheid van de boekenbeurs 2008 in Antwerpen gaf Klara elke dag een auteur (onder meer Eric de Kuyper en Jeroen Brouwers) aldus een kans.

## Week van het Luisterboek
Sinds 2005 is er jaarlijks een Week van het Luisterboek. Dit werd enige tijd georganiseerd door de Stichting Collectieve Propaganda van het Nederlandse Boek, en in 2017 is de organisatie overgenomen door boekensite Hebban.